# Mizuko Takahashi
Mizuko Takahashi (japonès: 高橋 瑞子, Takahashi Mizuko, 24 d'octubre de 1852—28 de febrer de 1927) va ser una llevadora i metgessa japonesa, la tercera dona en exercir la professió al Japó i una de les primeres en lluitar pels drets de les dones a estudiar medicina.

## Biografia
Va néixer a l'antiga província de Mikawa, dintre de l'actual prefectura d'Aichi. Va ser la petita de nou germans del clan Nishio, essent filla de Rokuro Takahashi. Va perdre els seus pares als 11 anys i es va traslladar a Tòquio amb la seva tia, que la va convertir en la seva filla adoptiva. Quan va complir els 25 anys es va casar, però ben aviat es va divorciar.
Takahashi va decidir estudiar medicina, tanmateix va trobar-se nombroses dificultats des del govern, que no permetia que les dones accedissin a la carrera, i per això es va convertir en una de les primeres, juntament amb Ginko Ogino i d'altres, en lluitar pels drets de les dones a estudiar la carrera de medicina. Per aquesta raó, primer va decidir esdevenir llevadora i el 1880 va començar sota la tutela de Tsukui Isogo a Maebashi. L'any 1883 es va traslladar a Tòquio, on va examinar-se dels coneixements adquirits i va obtenir el títol de llevadora. Va treballar durant un temps a l'hospital d'Osaka, però l'any següent, gràcies a les diverses peticions que va presentar ella i altres dones, el govern japonès finalment va accedir a que les dones poguessin ser metgesses. Per això va tornar a intentar matricular-se en una escola de medicina, però la sol·licitud li va ser denegada. Llavors va decidir anar a l'escola mèdica Saisei Gakusha i va apostar-se davant de la porta durant tres dies i tres nits fins que el seu director va accedir a rebre-la i mantenir una entrevista cara a cara i, finalment, va decidir admetre-la.
El novembre de 1887 va aprovar l'examen i va graduar-se, esdevenint la tercera dona en obtenir el títol de metgessa al Japó. Immediatament va obrir la Clínica Takahashi al barri de Nihonbashi de Tòquio. El 1891 va fer un viatge d'estudis a Alemanya i va ser convidada a les classes de ginecologia a la Universitat de Berlín. Tanmateix, va haver de tornar al Japó l'any següent a causa d'una malaltia. Continuà exercint la professió fins que va retirar-se el 1918, als 60 anys.
Va morir el 1927, havent manifestat abans el desig de donar el seu cos a la ciència.